# Cuba, el valor de una Utopía
Cuba, el valor de una utopía es una largometraje documental ecuatoriano estrenado en 2006 en el Festival Internacional de Cine Documental de Ámsterdam, en Países Bajos. Fue dirigido y escrito por la cineasta ecuatoriana Yanara Guayasamín.

## Argumento
Siete personajes de la generación artífice de la revolución cubana cuentan con detalle los hechos históricos ocurridos en Cuba desde la dictadura de Fulgencio Batista hasta principios del siglo XXI.
El documental presenta dos líneas de relato. Cuenta tanto las historias personales como el relato histórico de la revolución. Participan como entrevistados Félix Contreras, poeta; Arnoldo Rodríguez, jefe de propaganda en la época de la revolución; Martha Cardona, cantante; Sintao, combatiente; Canet, grabadista; y el líder cubano Fidel Castro, enfocado desde el lado humano.